# Les Imaginales
Les Imaginales  est un festival annuel spécialisé dans les littératures de l'imaginaire. Gratuit depuis 2006 et ouvert à tout public, il est organisé chaque année au parc du Cours à Épinal durant quatre jours à la fin du mois de mai. Fondé en 2002, il s'agit de l'un des premiers salons internationaux de littérature d'imaginaire, notamment des genres de la fantasy, du fantastique et de la science-fiction pour les plus notables.
Le festival, dont le nom « Imaginales » est la contraction des mots « image », « imaginaire », « magie » et « Épinal », est le théâtre de nombreuses animations autour du thème de l'imaginaire : cafés littéraires, conférences, expositions.

## Organisation
Le festival est organisé par la ville d'Épinal. Il est créé et dirigé par Bernard Visse en 2002, qui appelle à ses côtés Stéphanie Nicot, une enseignante spécialisée dans les littératures de l'imaginaire ; tous deux travaillent alors sur la première édition du festival, qui attire 2 000 visiteurs. En 2015, Bernard Visse en retraite est remplacé par Stéphane Wieser, directeur des affaires culturelles à Épinal. La direction artistique du festival est assurée depuis sa création et jusqu'en 2022 par Stéphanie Nicot. En septembre 2022, Gilles Francescano lui succède.
40 000 personnes sont venues en 2018.
Ouvertes à un large public (la littérature jeunesse y a sa part importante), les Imaginales sont connues (en 2011) pour privilégier la proximité et la convivialité, et les conversations entre auteurs et lecteurs.
À partir de 2009, la tenue d'un « speed dating » entre aspirants auteurs et éditeurs est organisée.
Dans les années 2010, d'autres attractions se sont greffées à ce festival, telles la Bulle du Jeu où des associations vosgiennes viennent présenter différentes activités (jeux de société, de rôle, de cartes...) ainsi que le plus grand rassemblement de bodypainting en France, la RBF (Rencontre Bodypainting France), ayant pour thème l'imaginaire.

## Photographies

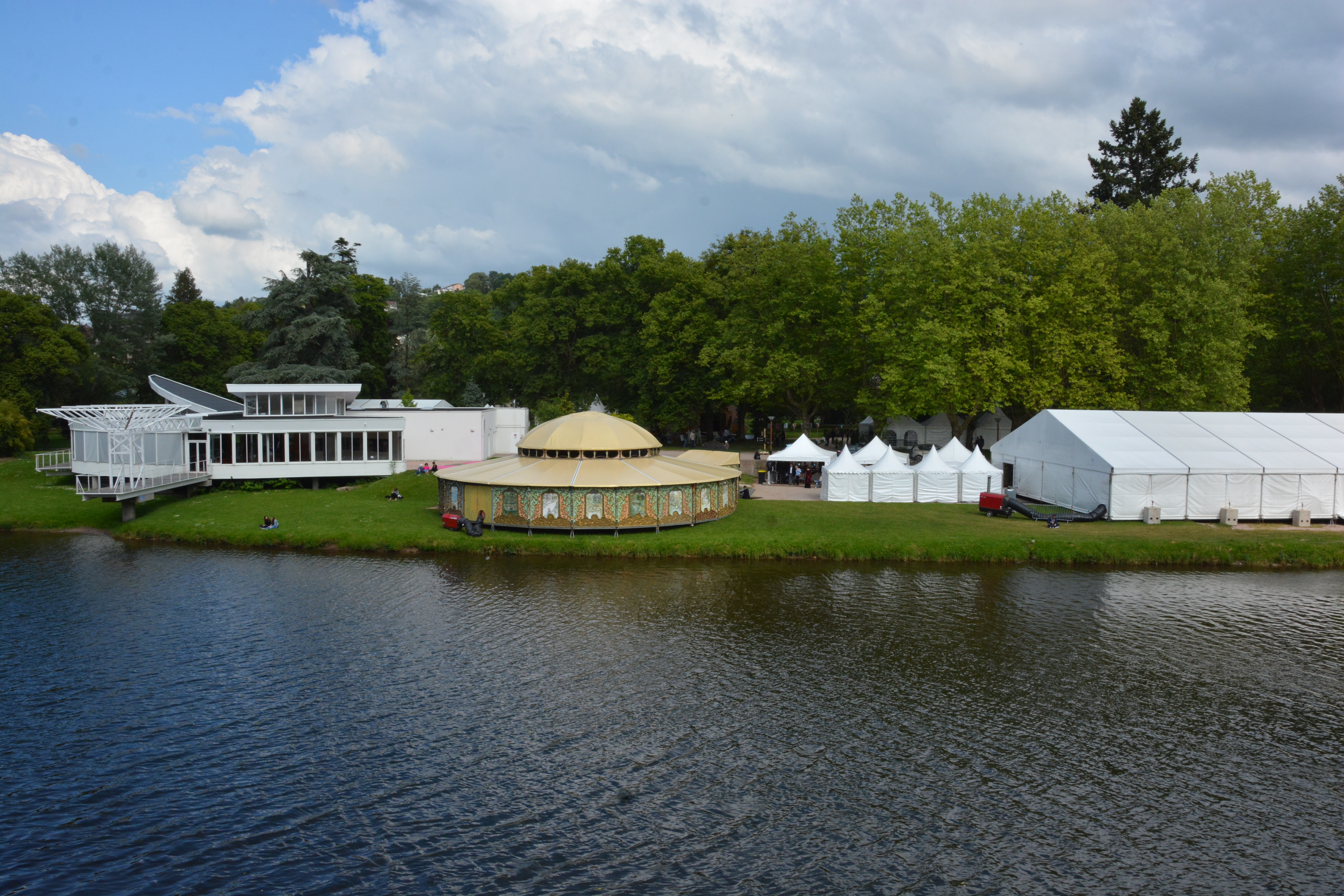
Le parc du Cours - vue de la Moselle.
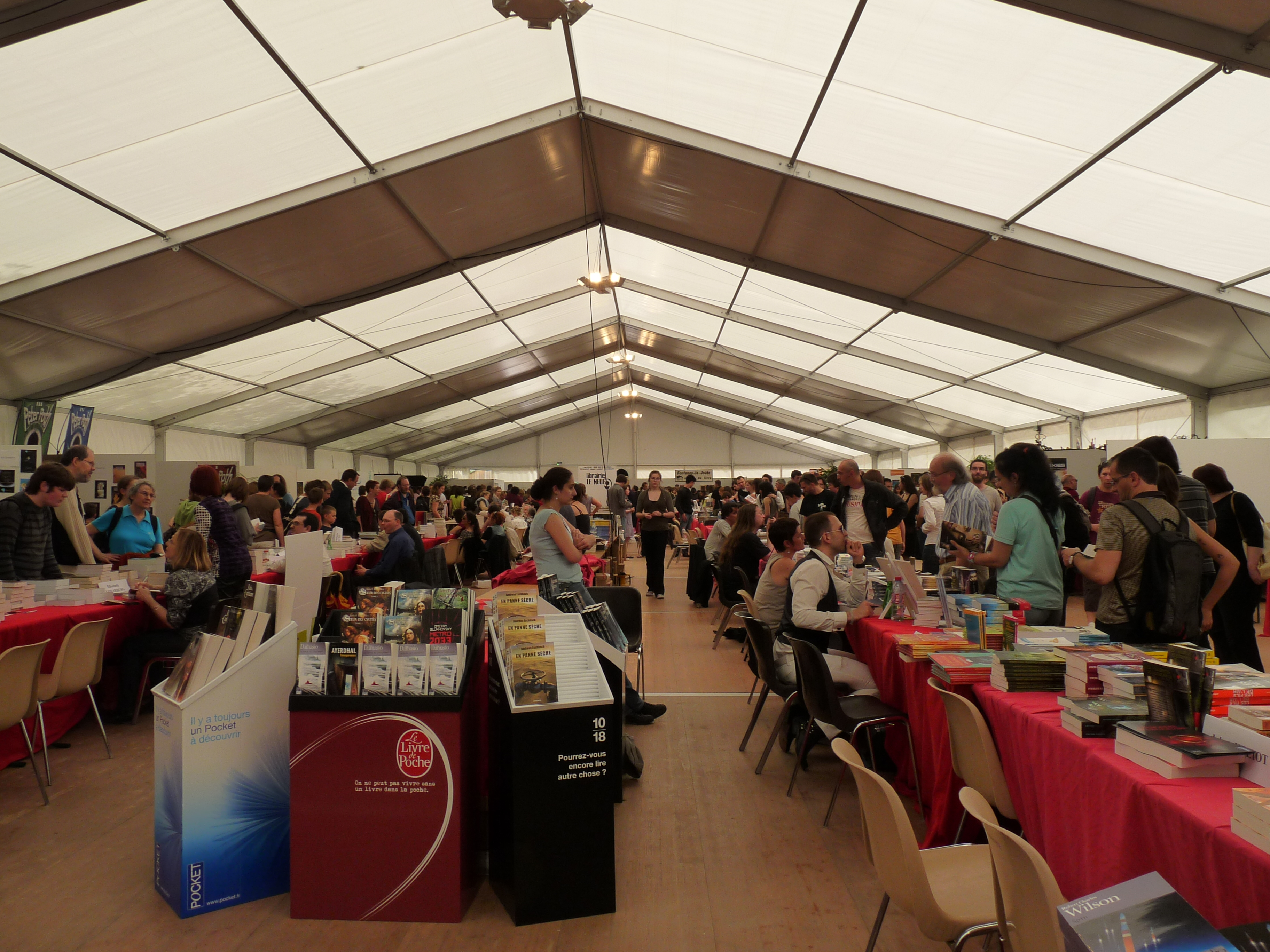
Dédicaces à la Bulle du Livre.
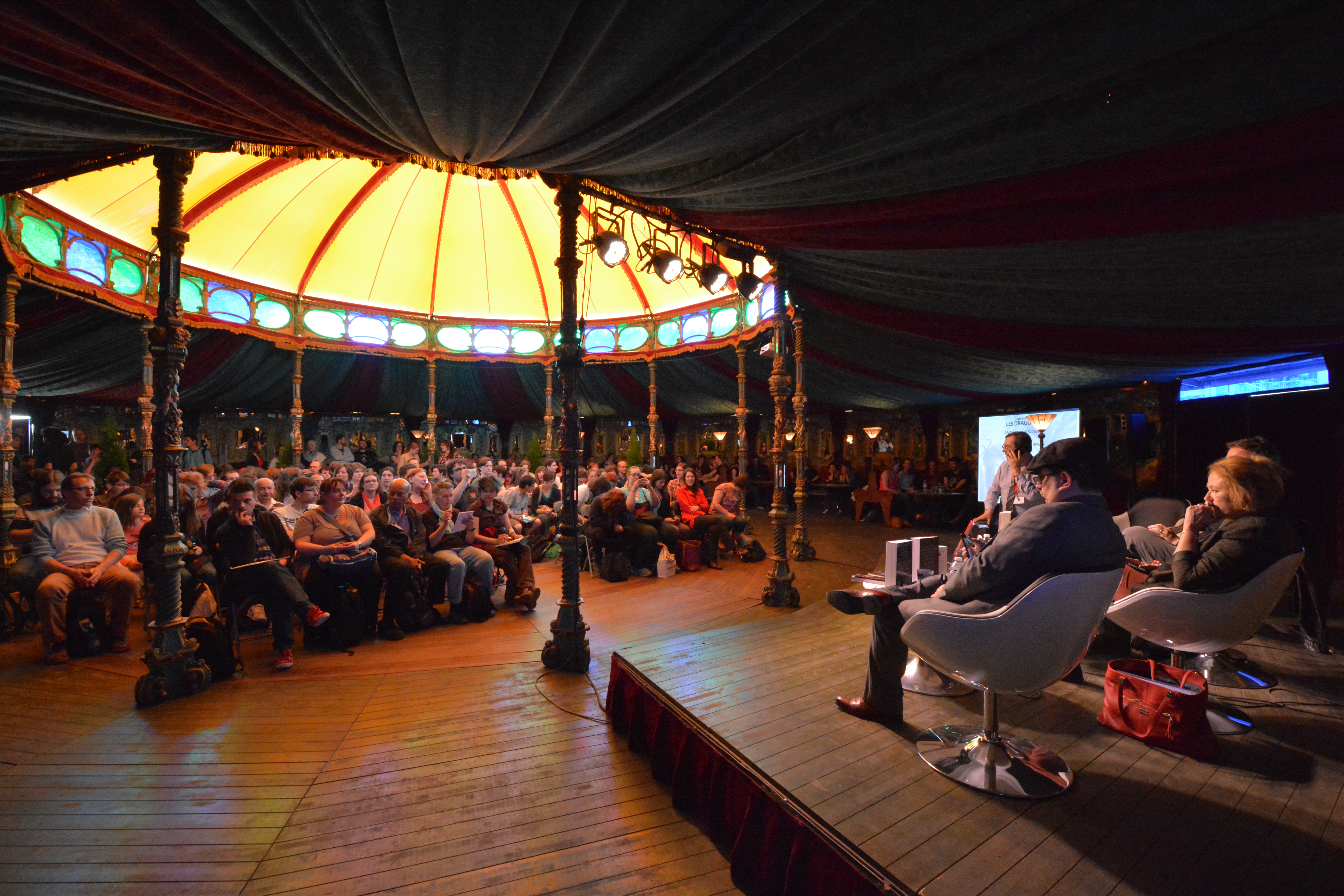
Table ronde - Magic Mirror 1,
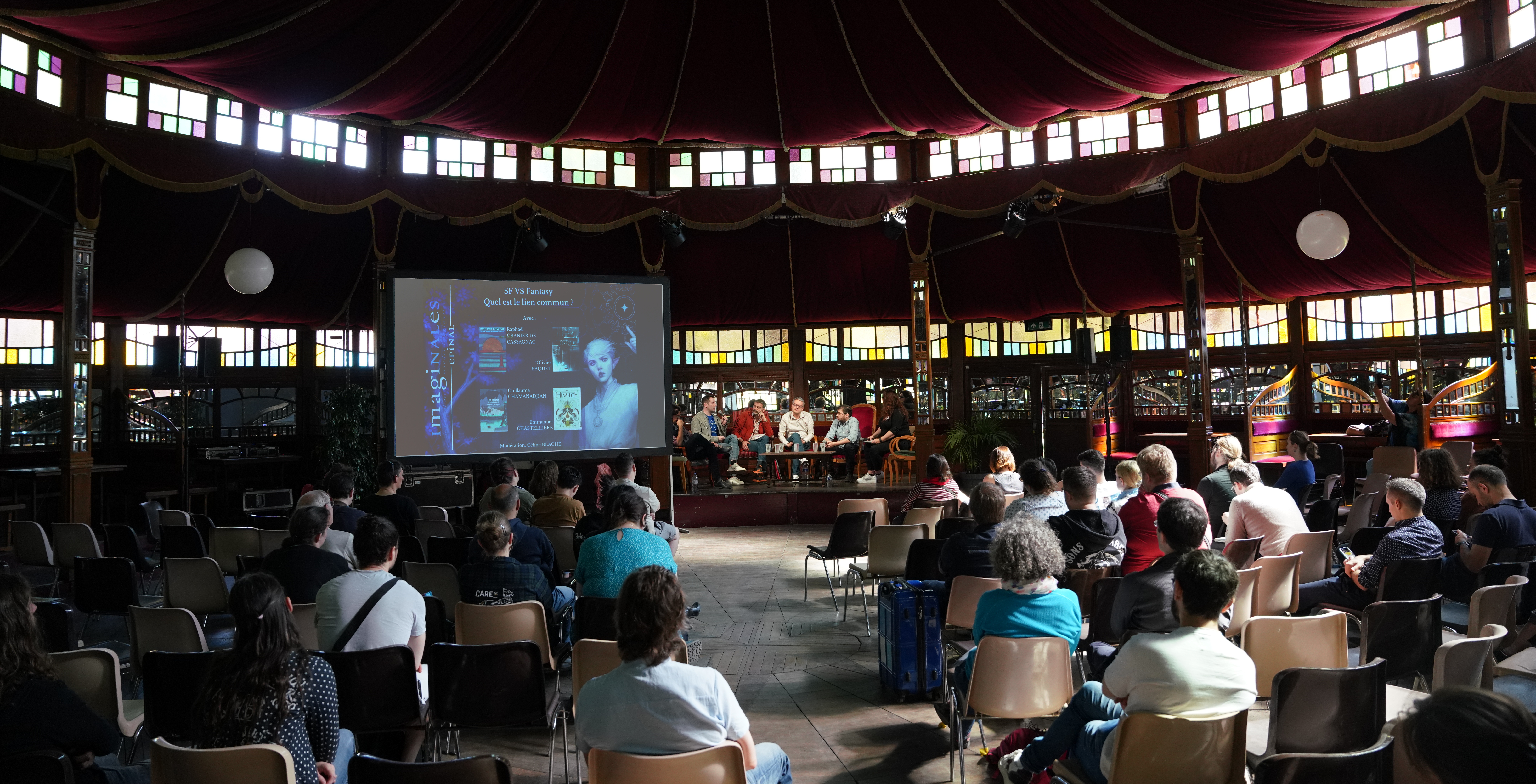
et au Magic salon Perdu.
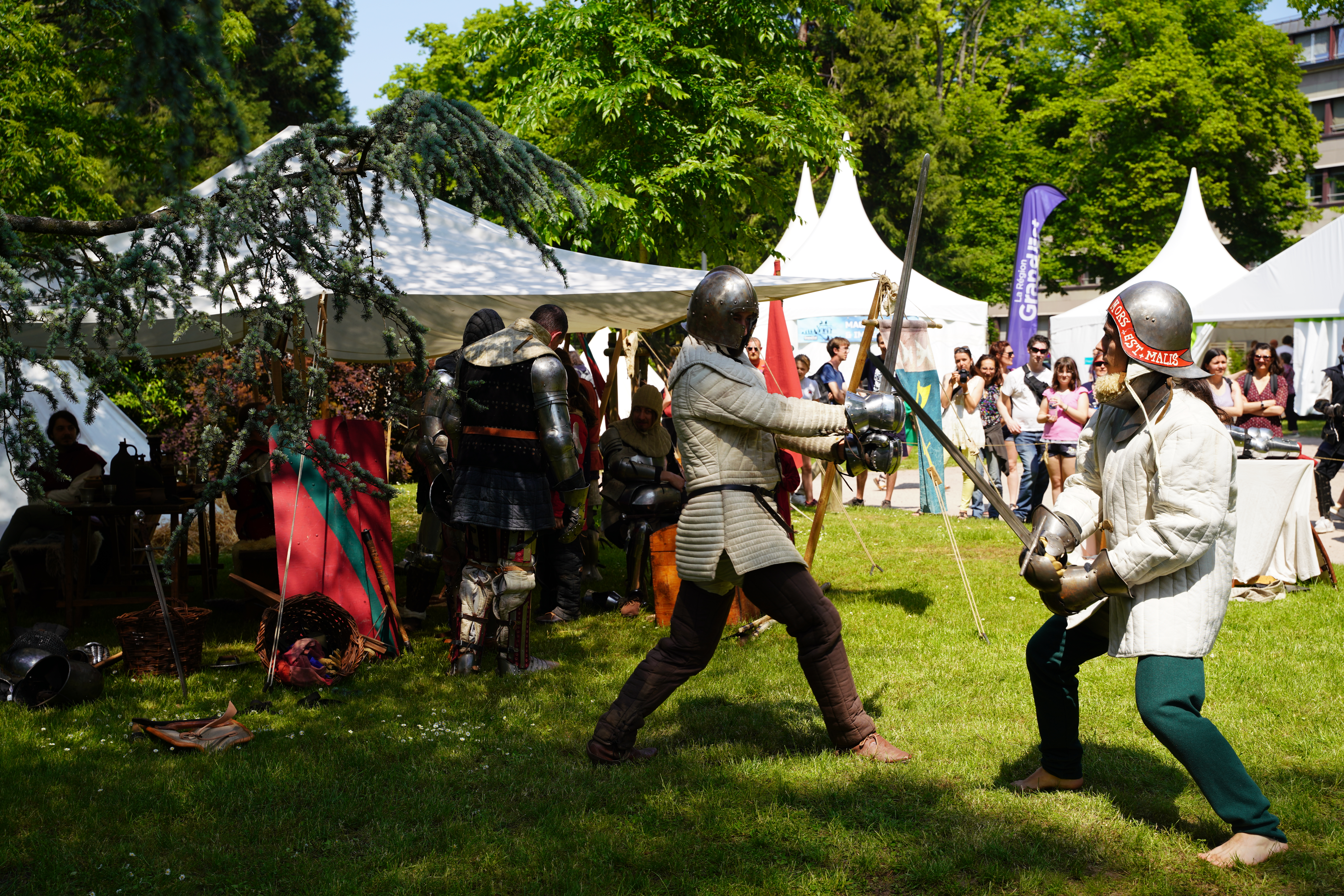
Démonstration de combat médiéval.

## Auteurs invités
Qu'ils participent aux conférences et débats ou simplement aux dédicaces, une centaine d'auteurs et illustrateurs, français ou étrangers, sont présents chaque année lors du festival. Parmi les personnalités présentes au cours des éditions passées, on trouve notamment : Juan Miguel Aguilera, Brian Aldiss, Jean-Pierre Andrevon, Ayerdhal, Francis Berthelot, Pierre Bordage, Jacqueline Carey, Georgia Caldera, Gail Carriger, François Cérésa, Georges-Olivier Châteaureynaud, Philippe Claudel, Yves Coppens, Jean-Claude Dunyach, Valerio Evangelisti, Jean-Louis Fetjaine, Christian Grenier, Alain Grousset, Johan Heliot, Robin Hobb, Robert Holdstock, Greg Keyes, Gérard Klein, Roland Lehoucq, Henri Loevenbruck, Cassandra O'Donnell, Michael Marshall Smith, Michel Pagel, Pierre Pelot, Olivier Peru, Gilles Servat, Robert Sheckley, Bernard Simonay, Jean-Michel Truong, Antoine Volodine, Roland C. Wagner, Bernard Werber, Tad Williams, Joëlle Wintrebert.

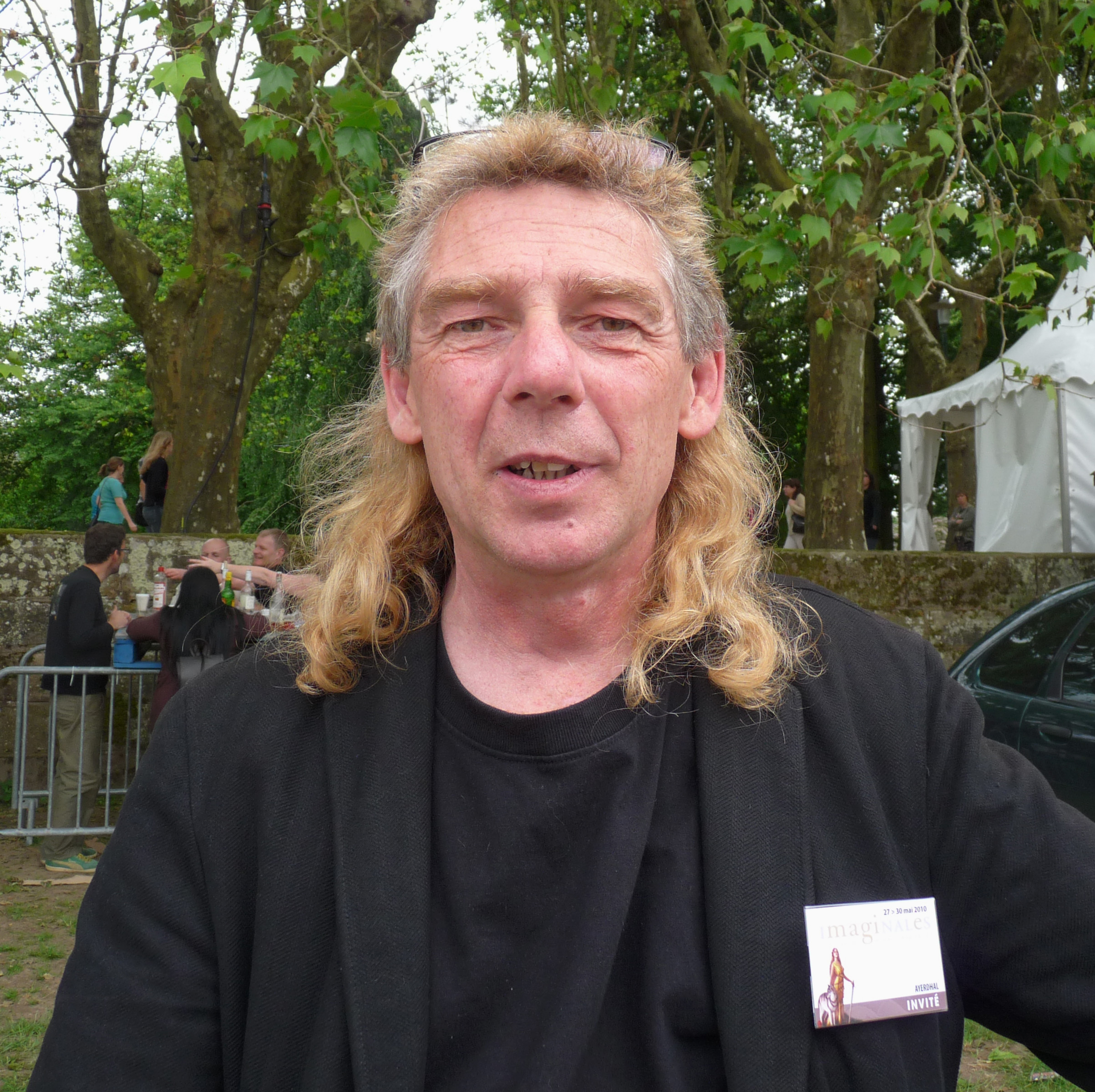
Ayerdhal, 2010
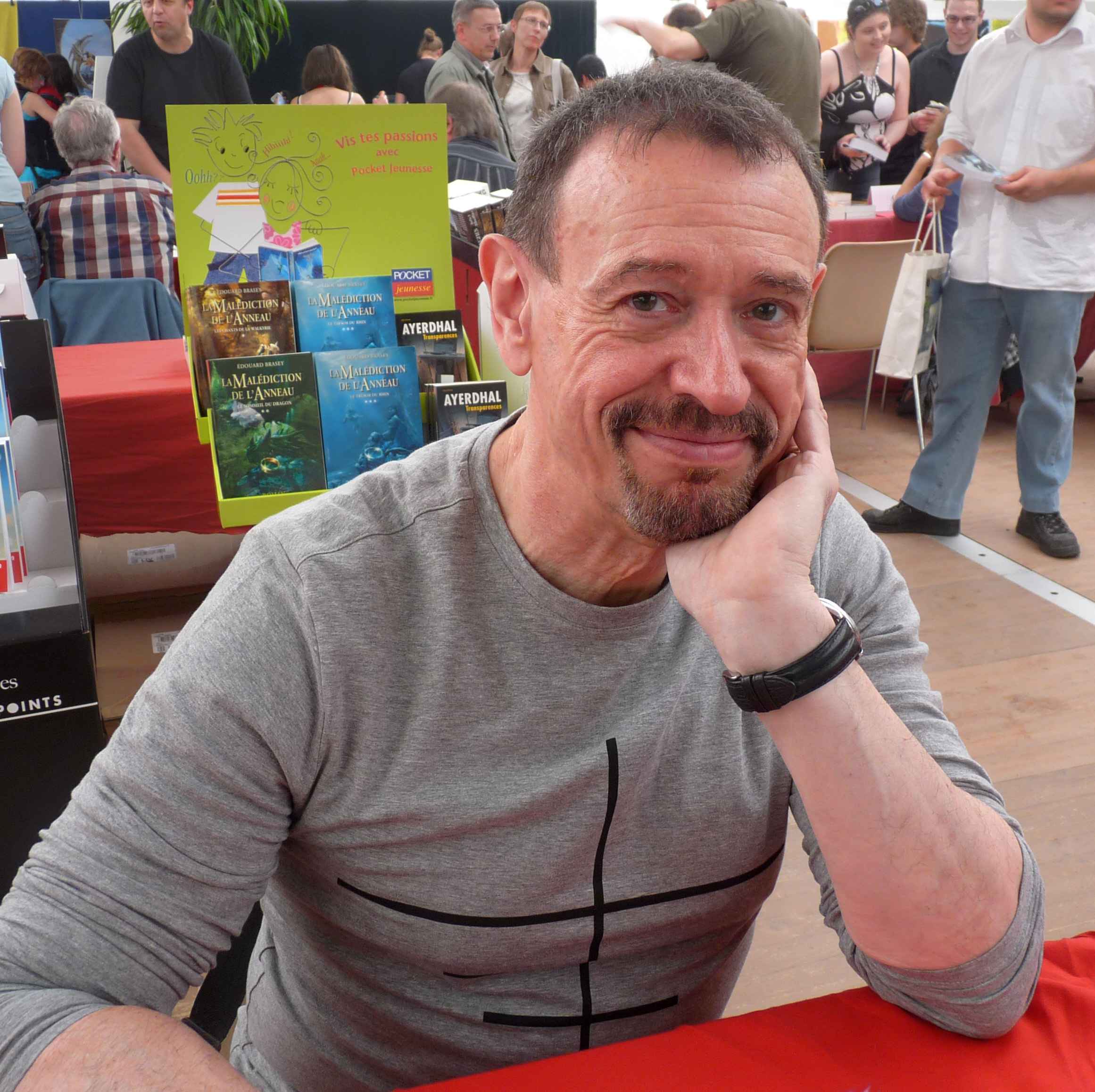
Francis Berthelot, 2010
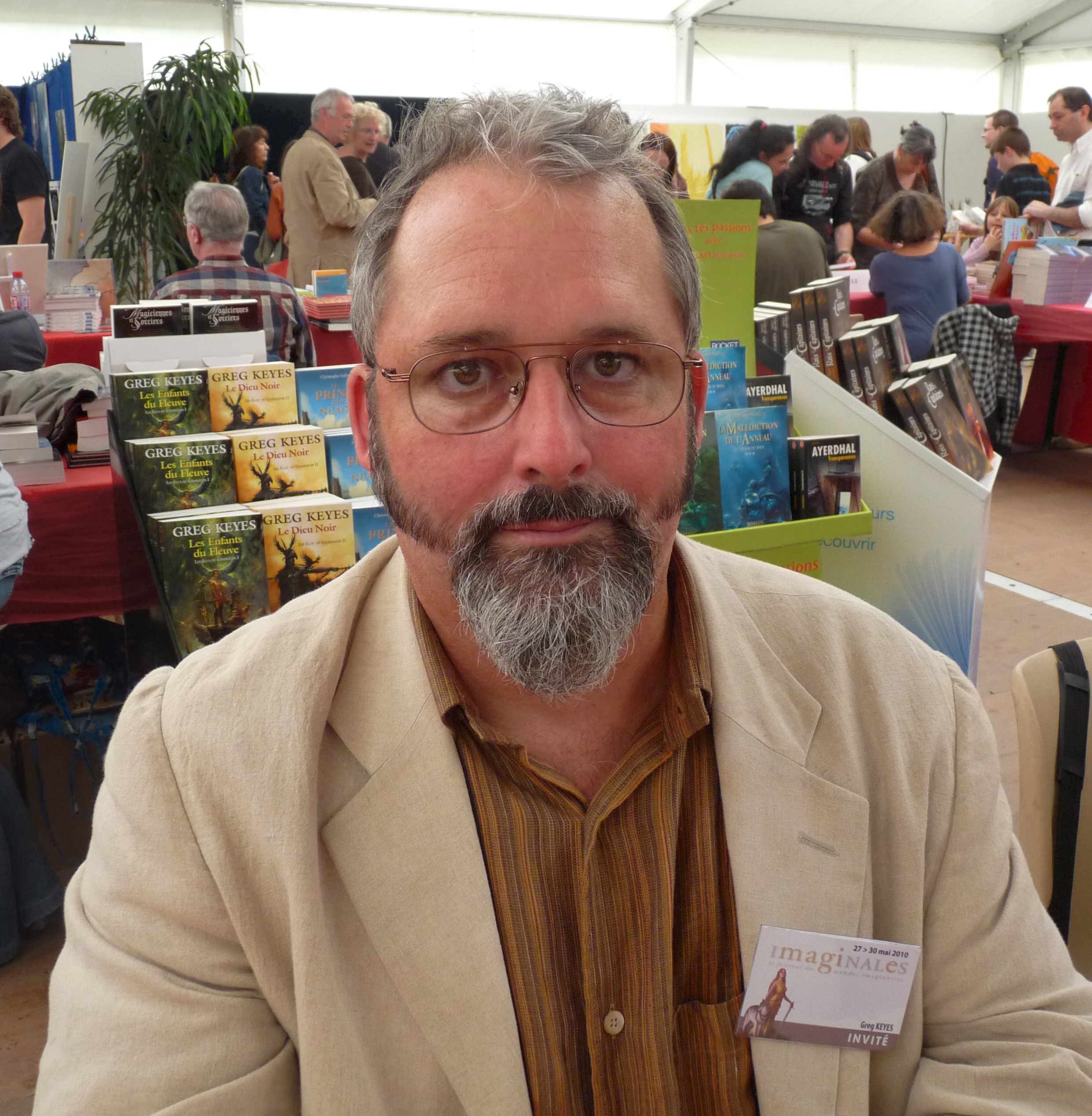
Greg Keyes, 2010
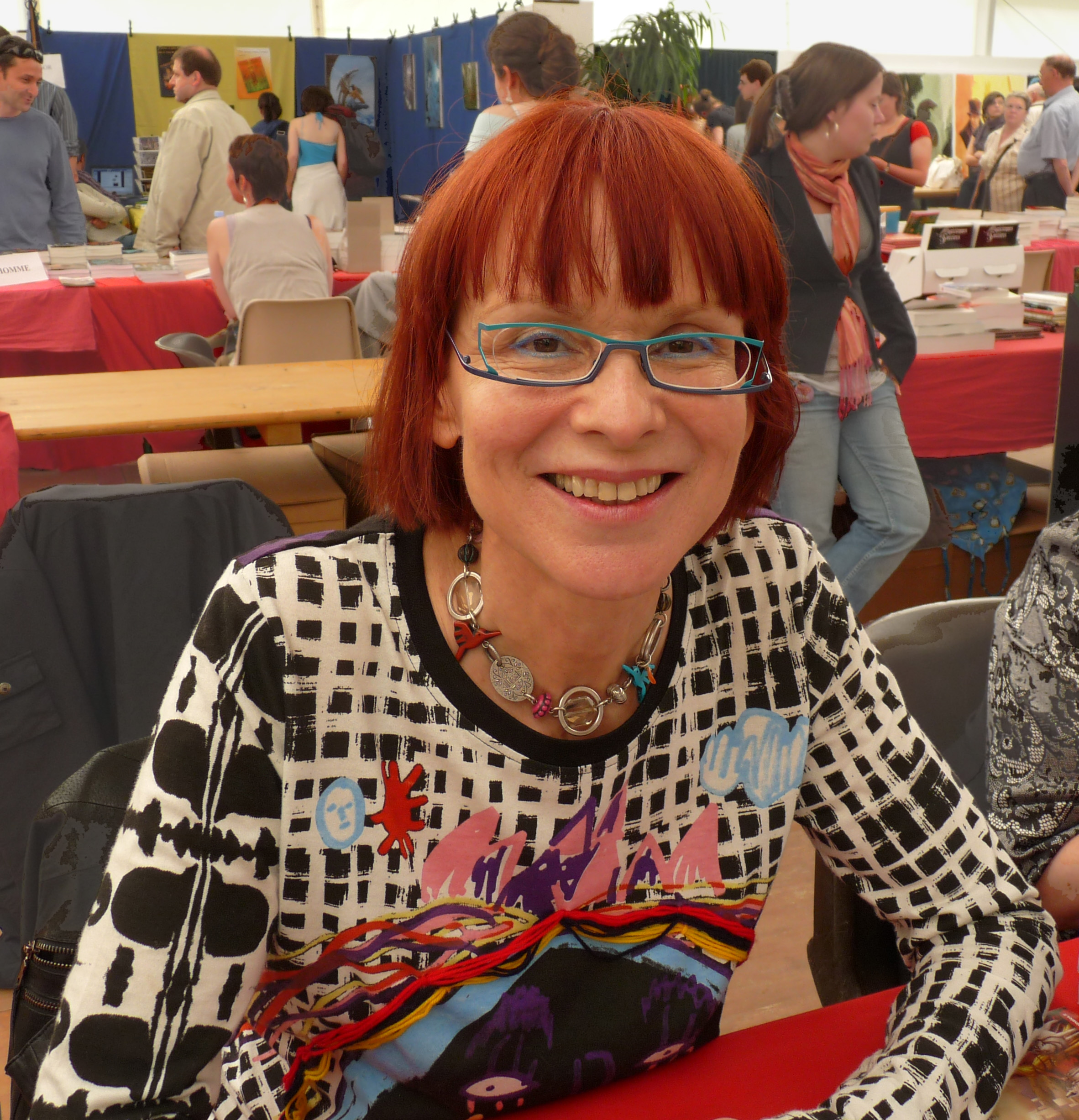
Joëlle Wintrebert, 2010

### Édition 2020
L'édition 2020, qui devait se dérouler du 14 au 17 mai 2020, est annulée en raison de la crise sanitaire du coronavirus.

### Édition 2021
La 20e édition du festival, qui devait se dérouler du 27 au 30 mai 2021, se déroule finalement du 14 au 17 octobre 2021 compte tenu de la crise sanitaire liée au covid.
Cette année-là, le « speed dating » suscite une polémique, à cause du comportement du directeur de publication des éditions Bragelonne, Stéphane Marsan : le sexisme de ses remarques envers les candidates pose un problème et rejaillit sur les réseaux sociaux lorsque Silène Edgar, animatrice de l'atelier en question et également autrice, exprime en octobre de la même année un sentiment d'abandon vis-à-vis de l'organisation du festival quant au comportement de Marsan, qui semble être connu depuis plusieurs années ; l'autrice Betty Piccioli la soutient sur les réseaux sociaux. Deux des lauréats 2021, Léo Henry et Adrien Tomas, ont également protesté dans leurs discours de récompense contre le sexisme du milieu et la précarité des auteurs.

### Édition 2022
La 21e édition du festival se déroule du 19 au 22 mai 2022, marquée par les suites des polémiques de l'édition 2021. Edgar est évincée de la table ronde devant faire le bilan de l'atelier speed dating, remplacée par le directeur du festival Stéphane Wieser. D'autre part, Henry n'est pas réinvité, et deux des trois conférences auxquelles Piccioli doit participer sont supprimées. La table ronde « Égalité femme-homme : quel futur possible ? », portée notamment par le sponsor du festival ICN Business School, est annulée six semaines avant le début de l'événement. Qui plus est, un prix spécial doit être remis à Alejandro Jodorowsky pour l'ensemble de sa carrière, alors que les propos de l'artiste sur le viol d'une actrice durant les débuts de sa carrière sont remis plusieurs fois en lumière durant la décennie 2010.
Une autre thématique génère également son lot de crispation : l'édition 2022 est consacrée à l'afrofuturisme. Or d'une part, les Imaginales maçonniques et ésotériques, manifestation franc-maçonne couplée au festival, organise un débat sur l'islam radical. D'autre part, l'anthologie Afrofuturisme(s) publie des récits d'auteurs blancs, alors que plusieurs intervenants, dont l'invité d'honneur Michael Roch, estiment qu'elle aurait dû être restreinte aux auteurs « afrodescendants ».
Des visiteurs arborent un bracelet rouge et noir « ImaRginales ». Si le directeur Stéphane Wieser affirme ne pas comprendre les polémiques, la directrice artistique historique du festival, Stéphanie Nicot, estime que sa liberté de programmation est rognée depuis plusieurs années,.
Le contrat de Nicot n'est pas renouvelé en juillet 2022 par la mairie d’Épinal. Elle s'exprime le même mois lors d'une interview accordée à ActuSF, y dénonçant à la fois la précarité de sa convention de travail (statut d'auto-entrepreneur imposé à partir de 2013, obligation de non-concurrence), l'orientation politique droitière imposée sur la programmation du festival par Wieser et la volonté de ce dernier de passer sous silence les violences sexistes et LGBTphobes subies dans le milieu de l'imaginaire, et enfin son souhait d'écarter Nicot de l'organisation du festival, souhait qui est concrétisé par le maire Patrick Nardin. Plusieurs auteurs importants du milieu de l'imaginaire, dont Robin Hobb, annoncent ensuite boycotter les Imaginales en soutien à Stéphanie Nicot,.

### L'affiche
L'affiche annonçant la manifestation est dessinée chaque année par un illustrateur différent. Celle-ci intègre toujours une représentation du château d'Épinal.
Auteurs des affiches :
- 2002 : Caza
- 2003 : Didier Graffet
- 2004 : Gilles Francescano
- 2005 : Wojtek Siudmak
- 2006 : Caza
- 2007 : Manchu
- 2008 : Michel Borderie
- 2009 : Michel Koch
- 2010 : Krystal Camprubi
- 2011 : Hervé Leblan
- 2012 : Christophe Vacher
- 2013 : Magali Villeneuve et Alexandre Dainche
- 2014 : Juan Miguel Aguilera
- 2015 : Grégory Delaunay
- 2016 : Hélène Larbaigt
- 2017 : Julien Delval
- 2018 : John Howe
- 2019 : Grzegorz Rosiński
- 2020 : Armel Gaulme [édition reportée en octobre (Imaginales d'Automne)]
- 2021 : Stéphane Fert
- 2022 : Paul et Gaëtan Brizzi
- 2023 : Magdalena Pagowska
- 2024 : Daria Schmitt

### Les prix littéraires
Cinq prix sont décernés à l'occasion du salon.
Le plus ancien (créé lors de la première édition du festival en 2002) est le prix Imaginales qui récompense les meilleures œuvres de fantasy dans diverses catégories : roman francophone, roman étranger traduit, œuvre pour la jeunesse, illustration, nouvelle, prix spécial du jury. De 2007 à 2009, puis de 2012 à 2016, le prix Une autre Terre récompensait « un ouvrage d’anticipation qui fait la part belle aux préoccupations écologiques et à la notion de développement durable ».
Le prix Imaginales des lycéens et le prix Imaginales des collégiens sont quant à eux décernés par un panel de jeunes lecteurs issus de lycées et collèges de Lorraine. En 2015, le Festival a créé le prix Imaginales des écoliers, décerné par les écoles élémentaires d’Épinal, puis, en 2018, le prix Imaginales des bibliothécaires.